# Timiriàzeva
Timiriàzeva - Тимирязева (rus) és un poble de la República d'Adiguèsia, a Rússia. Es troba a la vora esquerra del riu Bélaia, alfuent del Kuban, a 4 km al sud de Tulski i a 16 km al sud de Maikop.
Pertanyen a aquest municipi els possiolki de Mitxúrina, Podgorni, Sadovi, Tsvetotxni i el khútor de Xuntuk.